# Fortín Sargento Primero Leyes

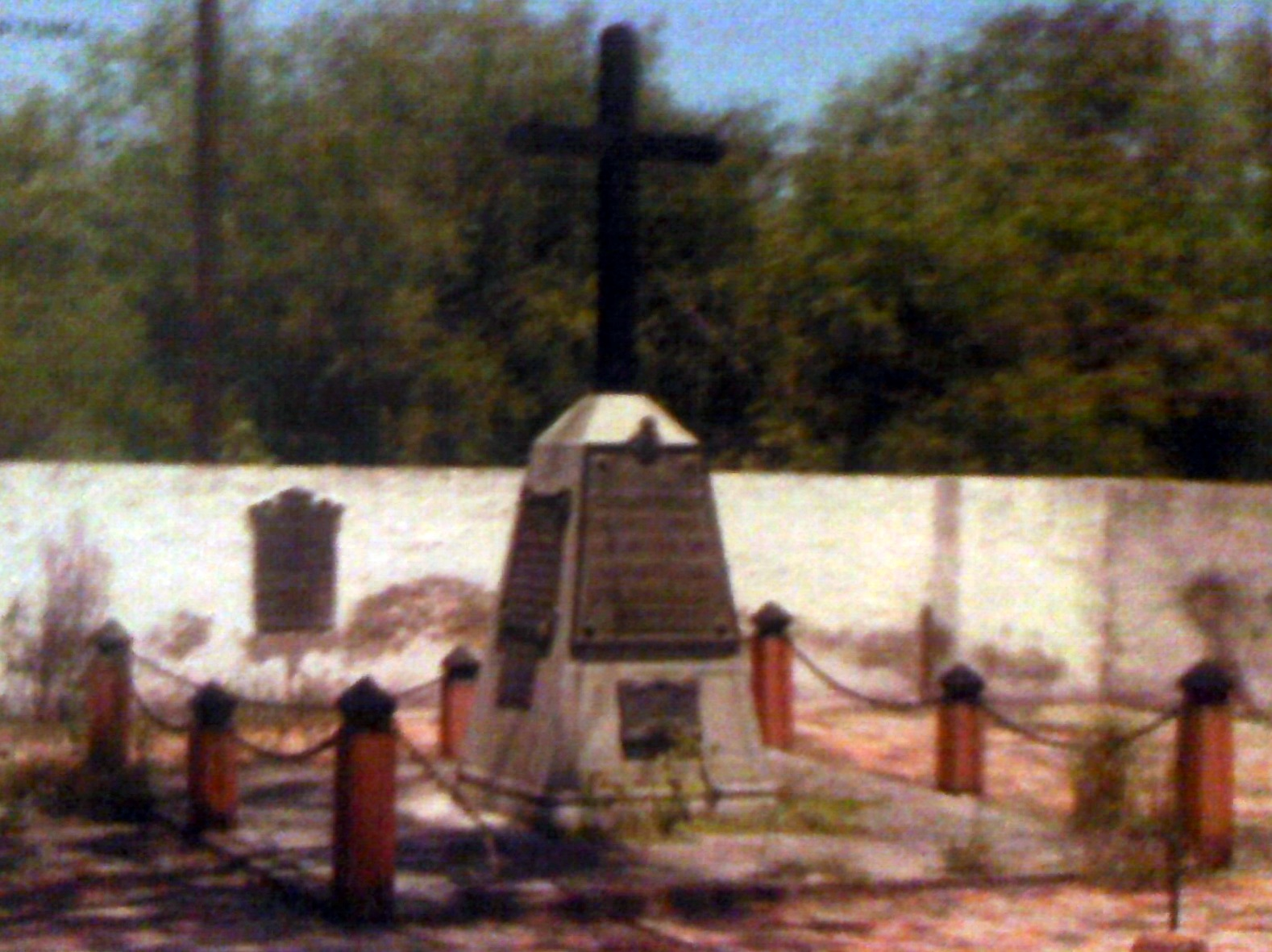
Monolithe pour les victimes du massacre de Fortín Yunká.

Fortín Sargento Primero Leyes est une localité du département de Patiño, dans la province de Formosa, en Argentine. Elle est située sur la route nationale 86, qui la relie au sud à Colonia Sarmiento et à l'ouest à San Martín II.
La localité est tristement célèbre pour la tragédie survenue il y a 100 ans dans laquelle 125 familles indigènes ont péri.

## Démographie
Elle compte 133 habitants (Indec, 2010), ce qui représente une augmentation de 217% par rapport aux 42 habitants (Indec, 2001) du recensement précédent.